# Omajjádok

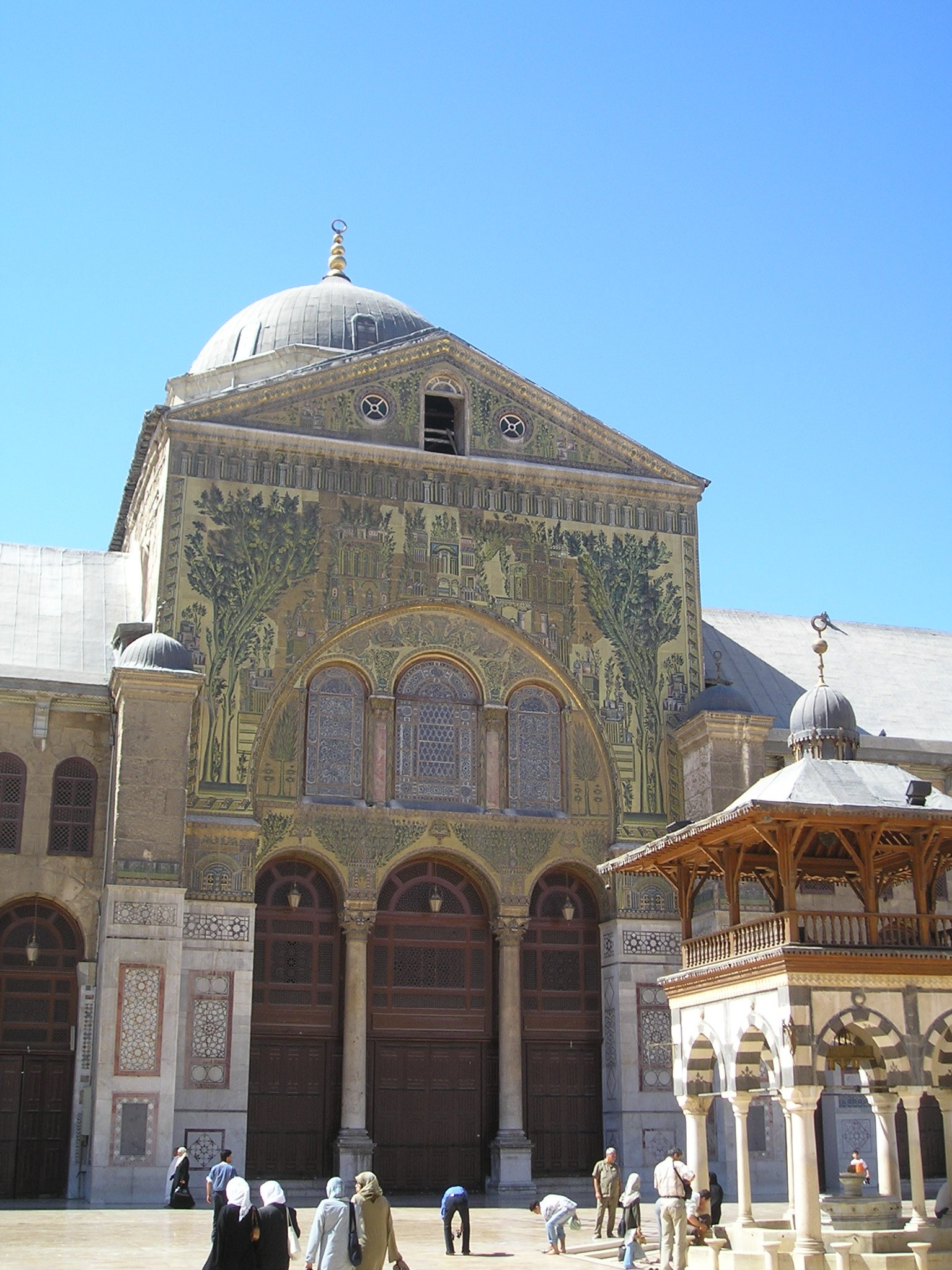
A keresztény templomból átalakított damaszkuszi Omajjád-mecset I. al-Valíd alatt készült el, hirdetve az iszlám és a dinasztia dicsőségét

Az Omajjádok (Umajja-klán) mekkai származású arab dinasztia, amely 661–750 között viselte a nemrég létrejött iszlám uralkodói (kalifai) címét és uralta az Arab Birodalmat, 756 és 1031 között pedig előbb emíri, majd ismét kalifai címmel az Ibériai-félsziget zömét tartotta uralma alatt (ld. Córdobai Kalifátus).
A mekkai Kurajs-törzs egyik leggazdagabb és legtekintélyesebb klánját alkották, amikor távoli rokonuk, Mohamed próféta elkezdte hirdetni az iszlámot. Bár a család egyik tagja, Uszmán ibn Affán hamar a próféta egyik közeli hívévé vált, a klán többsége a pogány nemesség vezetői közé tartozott, és vezető szerepet játszottak a muszlimok üldözésében, illetve az ellenük folytatott háborúkban (ún. magázi). Végül a megbékélésben és Mekka áttérésében is döntő szavuk volt, ezért a többségi szunnita irányzat követői a család több tagját a próféta érdemdús társai (szahába) közé sorolják.
Uszmán ibn Affánt 644-ben a kalifává választották, így ő lett a harmadik ún. „helyesen vezetett” a muszlim közösség (umma) élén. Kalifaként számos rokonát fontos helytartói és parancsnoki pozícióhoz juttatta; 656-os meggyilkolása után kitörő polgárháborúban megbosszulásának ürügyén ők szerezték meg a trónt. 
A kalifátust örökletessé tevő, hatalmi központjukat Damaszkuszban berendező Omajjádok alatt érte el a legnagyobb kiterjedését az Arab Birodalom: elméletileg Narbonne-tól India nyugati határáig a kalifa parancsolt. Eredményeik ellenére az Omajjádok ellen számos társadalmi, politikai és vallási csoport lázongott, és később igen rossz színben tüntették fel őket, mivel királyságnak tekintett uralmukat az iszlám szellemiségével ellenkezőnek tekintették.

## Eredetük
Umajjáról kapták a nevüket, aki a Hásimiták (köztük Mohamed próféta, az Alidák és az Abbászidák) ősének, Abd Manáf ibn Kuszajjnak az unokája volt Abd Samsz nevű fia által (utána nevezték a törzset Abd Samsz törzsnek is). Umajjának két fia volt, Harb és Váil (másképp Abu l-Ász).
Abú l-Ásznak két fia volt: Affán, Oszmán kalifa apja, illetve al-Hakam, I. Marván apja és a tőle származó Marvánidák őse. A Szufjánidák Harbtól származtak: az ő gyermeke volt a Próféta társai közé tartozó Abu Szufján, az övé pedig I. Muávija, a dinasztiát ténylegesen megalapító uralkodó.

## Történetük

### Mohamed kortársai
A dúsgazdag Umajja-törzs Mohamed fellépésekor hevesen iszlámellenes volt, érthető módon: az erős szociális töltetű igehirdetés veszélyeztethette pozícióikat. Egyedül Abu Bakr barátja, Uszmán ibn Affán csatlakozott meglehetősen korán a család ellenkezése és üldözése ellenére a muszlimokhoz, és velük együtt települt át először Akszúmba (ún. első hidzsra), majd Jaszribba (Medina). Míg Uszmán a legtekintélyesebb társak közé tartozott, Mekkában maradt rokonai az iszlám esküdt ellenségei voltak.
Elsősorban Abu Szufján nevéhez kötődik muszlimok elleni harc, bár leánya, Ramla maga is felvette az iszlámot, elmenekült otthonról, és később Mohamed felesége lett. 624-ben Abu Szufján vezette azt a karavánt, amelynek története a badri csatához vezetett. Mivel itt a legtöbb vezető kurajsita odaveszett, ő vált Mekka legbefolyásosabb emberévé. Több támadást is levezényelt Medina ellen (uhudi csata, árok-csata), míg végül 628-ban megkötötte a hudajbijjai egyezményt, melynek értelmében a felek fegyverszünetet kötöttek, a muszlimok pedig szabadon elzarándokolhattak Mekkába 629-ben. 630-ban aztán a kurajsiták szövetségesei felrúgták a hudajbijjai egyezményt, Mohamed pedig Mekka elfoglalásáról döntött. Abu Szufján érdeme, hogy erre nagyrészt vértelenül kerülhetett sor; a politikus ekkor vette fel az iszlámot, látva, hogy a mekkai istenek haszontalannak bizonyultak.
Abu Szufján ettől kezdve élemedett kora ellenére az iszlám vehemens harcosává vált: a hit terjesztéséért vívott küzdelmekben mindkét szemét elvesztette. 650-ben halt meg köztiszteletben álló muszlimként, az imát az ekkor kalifaként regnáló Uszmán vezette emlékére. Uszmán 644 óta töltötte be a közösség vezetőjének szerepét, ám már megválasztása sem volt egyhangú: a kinevezett hatos bizottság két tagja a próféta unokatestvére és veje, Ali ibn Abi Tálib mellett tette le a voksát. Uszmán kapcsán később kifogásolták, hogy a rokonait ültette különféle befolyásos és jövedelmező pozíciókba – így lett Marván nevű unokatestvére Medina, Abu Szufján gyermeke, Muávija pedig Szíria kormányzója, míg fogadott fivére, Abdalláh ibn Abi Szarh Egyiptom élére került. A kalifát nepotizmusa mellett egyes kortársai vallásellenességgel is vádolták, végül elégedetlenkedő katonák ölték meg 656-ban. Ekkor Ali foglalta el a kalifátus trónját.

### A hatalom megszerzése – a Szufjánidák
A Damaszkuszban székelő Muávija vezetésével az Omajjádok Oszmán meggyilkolása jogosságának kivizsgálását követelték, ám ebbe Ali nem volt hajlandó beleegyezni, így a szíriai emír nem tette le neki a hűségesküt. A 658-as sziffíni csata Ali győzelmével zárulhatott volna, ám Muávija pártja tárgyalásra kényszerítette a kalifát. Az elhúzódó egyezkedés során Ali politikai ballépéseivel saját táborának nagy részét elidegenítette magától, és 661-ben meggyilkolták.
Muávija így akadály nélkül vette fel a kalifai címet, és az I. fitnát követően konszolidálta helyzetét. Ali hívei (a későbbi síita iszlám elődjei) azonban továbbra is jelentős erőt képviseltek, a belőlük kivált háridzsitákkal egyetemben, de a hidzsázi ún. pietisták elégedetlenkedésétől is tartani lehetett. Az újabb konfliktus Muávija 680-as halála után robbant ki: a Bizánci Birodalom ellen hosszú, végül eredménytelennek bizonyuló háborút viselő kalifa fia, I. Jazíd ellen fellázadt Mekka és Medina, de 683-as halála miatt nem arathatott győzelmet a kibontakozó II. fitnában. Kisfia, II. Muávija rendkívül rövid ideig élt, így égetővé vált a kérdés, hogy ki töltse be a kalifai tisztséget.

### A Marvánidák felemelkedése és fénykora

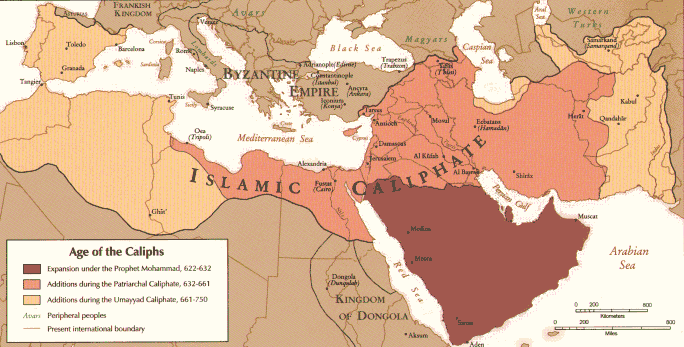
A birodalom kiterjedése és a hódítás periódusai 750-ig

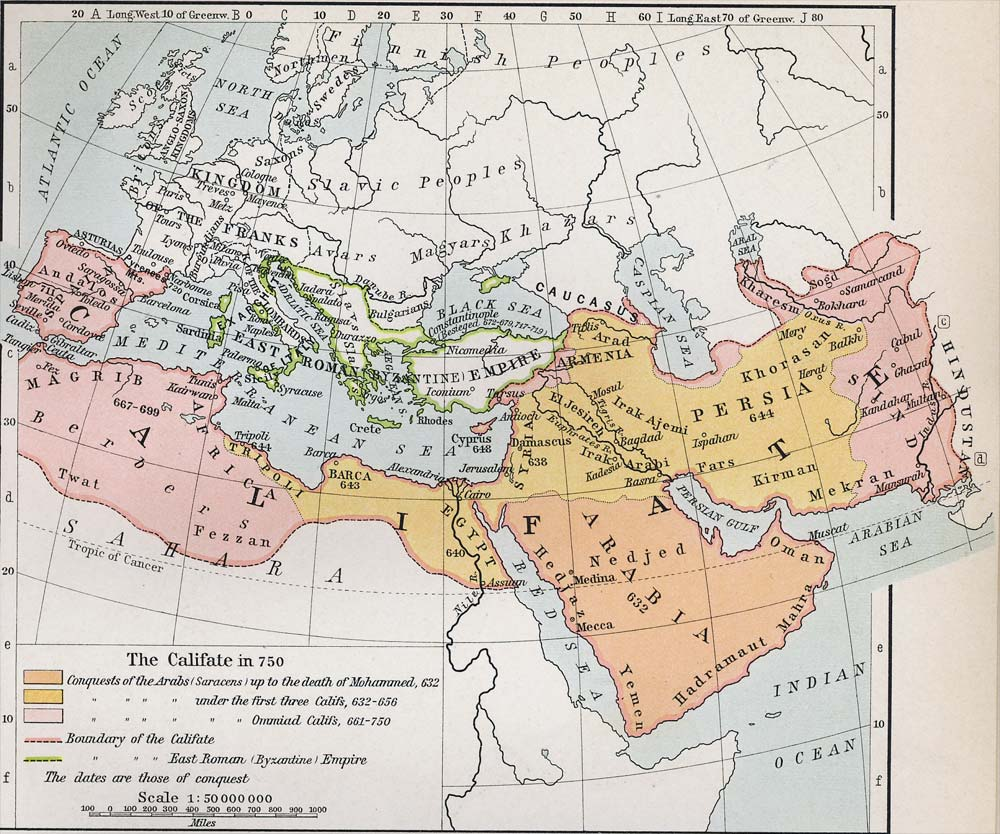
Az Omajjád kalifátus 750-ben

A helyzetet az arab birodalmi arisztokráciát és haderőt megosztó törzsi jellegű ellenségeskedés is bonyolította, ám a kalbiták diadala révén (Mardzs Ráhit-i csata, 684) az Omajjádok kezében maradhatott a trón: az öreg I. Marvánnal a család egy másik ága került trónra. Mivel Marván hamarosan meghalt, fiára, Abd al-Malikra (685–705) hárult a válság kezelése, amit sikerre is vitt. Nem csak a háridzsiták, síiták és a mekkai ellenkalifátus leverésében ért el sikert, még a közigazgatás megreformálására és az önálló pénzverés kialakítására is maradt ideje, eközben óriási ráfordítással a jeruzsálemi Sziklamecset megépítésére is gondot fordított.
Abd al-Malik utolsó évei és fia, I. al-Valíd regnálása (705–715) tekinthető a kalifátus fénykorának. Ekkor indult be a terjeszkedés utolsó hulláma, miközben a birodalmon belül béke honolt. Al-Valíd érdeme a damaszkuszi Omajjád-mecset felépíttetése. Mindeközben a birodalom pénzügyi stabilitása is megmaradt.

### II. Omár
Al-Valídnak még három fivére nyerte el a trónt: elsőként a kicsapongó életvitelű Szulejmán, aki viszont Marván egy másik fiától származó unokáját, II. Omárt (717–720) tette örökösévé. Omár rendkívül vallásos és puritán volt, és nézeteit a kormányzatban is igyekezett meghonosítani takarékoskodással, a vallási előírások betartatásával és a muszlimok közti egyenlőség támogatásával. Törekvései az uralkodó arab elit körében ellenségességet váltottak ki, és nem egészen másfél év után megmérgezték. Az utókor mégis őt tekintette a legerényesebb Omajjádnak, később gyakran emlegették „ötödik helyesen vezetettként”.

### A dinasztia hanyatlása és bukása

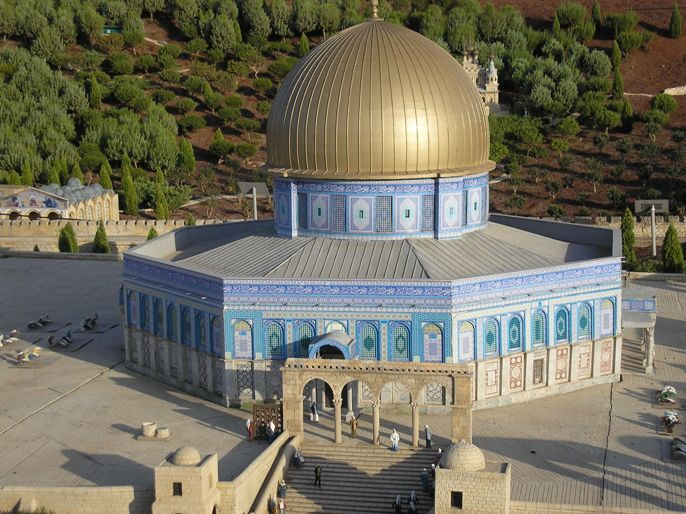
A jeruzsálemi Sziklamecset Abd al-Malik parancsára épült fel

Omár halála után ismét Abd al-Malik fiai, III. Jazíd (720–724) és Hisám (724–743) kerültek a trónra. Hisám minden stabilizáló intézkedése és vallás felé való nyitása ellenére uralkodása alatt már érezhetőek voltak a válság jelei: az kalifai trón megszerzésére törő, Mohamed prófétával közelebbi rokonságban álló Abbászidák megkezdték agitációjukat, hosszú idő óta komolyabb síita és háridzsita zavargások kezdődtek a birodalom peremvidékein, és a terjeszkedés is végleg leállt (732 – poitiers-i csata, 740 – akroinoni csata).
Az összeomlás Hisám halála után kezdődött. 744-ben polgárháború robbant ki a családon belül, ami felborította az addig gondosan felügyelt pénzügyeket, megbontotta a Omajjádok mögött álló arab törzsi egységet, és lehetővé tette a mind nyíltabb dinasztiaellenes agitációt, illetve a távoli tartományok önállósodását. II. Marván hiába bizonyult fáradhatatlan harcosnak: a 747-ben kelet-iráni Horászánban kezdődött abbászida forradalom 749-750 során elsöpörte az Omajjádok kalifátusát.
Asz-Szaffáh („a vérontó”), az új kalifa nem bízta a véletlenre hatalmának biztosítását: ahány Omajjádot csak elért, egy békülési találkozó keretében lemészároltatott. A család ettől kezdve nem játszott szerepet a kalifátus életében, bár Hisám unokája, Abd ar-Rahmán független emírséget (a 10. századtól kalifátus) alapított az Ibériai-félszigeten.

### A córdobai Omajjádok
A Córdobai Kalifátus, előzőleg Córdobai Emírség szunnita muszlim államalakulat volt, amely az Ibériai-félsziget muszlimok uralta részén (arabul al-Andalusz) terült el. 756-ban alapította az Omajjádok dinasztiájának egy sarja, akinek utódai – kisebb megszakításokkal – 1031-ig birtokolták a területet előbb emír, majd a 929-től kalifa titulussal.

## Az Omajjádok uralkodásának jellegzetességei
A későbbi Abbászida kalifátus hivatalos propagandája előszeretettel terjesztette az Omajjádok erkölcstelenségének, vallástalanságának hírét, amely azonban a későbbi Abbászidákkal összemérten semmiképpen sem nevezhető kirívónak. Azt is a fejükre olvasták, hogy az iszlám elveit megvalósító kalifátus helyett despotikus „királyságot” (mamlaka) hoztak létre – ez azonban a korai abbászida törekvésekre legalább ugyanilyen mértékben igaz.
Az Omajjádok kedvező helyzetben voltak abban a tekintetben, hogy nem volt számottevő belső hatalmi ellensúlyuk. Az iszlám birodalmi méretekre való alkalmazásának lehetősége a 9. század elejére alakult csak ki igazán, addig a kompiláció és rendszerezés időszaka zajlott. Ez lehetővé tette az Omajjád kalifák – és ugyanígy az első Abbászida uralkodók – számára, hogy saját akaratuknak megfelelően alakítsák politikájukat. Al-Mamún és utódainak törekvése, amely egyféle inkvizícióval (mihna) igyekezett a kalifa számára biztosítani ezt a jogot, már kudarcot vallott az új, hit- és jogtudósokból (ulamá va fukahá) álló elit ellenállásán.
Ennek ellenére az Omajjádok sokszor világias viselkedése alattvalóik nem kis részét elidegenítette tőlük. A legfőbb problémát az arabelvűség jelentette: a dinasztia pusztán az arab származású muszlimokra támaszkodott. Emögött politikai mellett pénzügyi megfontolások is meghúzódtak – a nem muszlim alattvalók ugyanis több adót fizettek, mint a muszlimok, ráadásul az iszlám új hívei jórészt a kizsákmányolt földműves tevékenységgel is felhagytak, amivel még inkább csökkentették a kincstár jövedelmeit. Al-Haddzsádzs, a keleti tartományokért felelős híres-hírhedt emír épp ezért például meg is tiltotta a 8. század elején az irániak áttérését, és a későbbiekben is csak II. Omár és Hisám próbált meg valamelyest kedvezményeket nyújtani az új muszlimoknak, akik ráadásul áttérésükkor kénytelenek voltak valamely arab törzshöz csatlakozni mint kliensek (maválí).
A „másodrendű muszlimok” természetesen elégedetlenek voltak a helyzetükkel, főleg, hogy a Korán rendelkezései alapján hivatkozhattak arra, hogy az iszlám minden hívének egyenlőnek kell lennie. Az eredetileg politikai, később mindinkább vallási jellegű mozgalmak, a háridzsita és síita irányzatok könnyűszerrel találtak támogatásra az elégedetlenek körében.
Tovább súlyosbította a helyzetet, hogy az arabok a félelmetes ütemű terjeszkedéssel szétszóródtak a birodalomban, számarányuk mind alacsonyabbá vált a népesség körében, és még ezt a mind gyengébbé váló bázist is politikai ellentétek osztották meg (ld. kalbiták és kajsziták konfliktusai). A hódítások leállásával ráadásul mindinkább érvényét vesztette a birodalomszerző arabok elsődlegessége.
Ilyen körülmények között nem csoda, hogy az Omajjádok belháborújával és egyes kalifák alkalmatlanságával súlyosbított helyzet a dinasztia elsöpréséhez vezetett.

## Omajjád kalifák listája
| Kép/Pénzérme                        | Uralkodó                                                | Uralkodott | Neve arabul                    | Megjegyzés |
| ----------------------------------- | ------------------------------------------------------- | ---------- | ------------------------------ | --- |
| H e l y e s e n v e z e t e t t e k |                                                         |            |                                | |
|                                     | Oszmán * 574 k. † 656. július 17.                       | 644 – 656  | عثمان بن عفان بن أبي العاص     | Mohamed próféta korai támogatója és veje, a család első tagja a kalifai trónon.                                 |
| S z u f j á n i d á k               |                                                         |            |                                | |
|                                     | I. Muávija * 602/603 † 680. április 18.                 | 661 – 680  | معاوية بن أبي سفيان بن حرب     | Oszmán másodunokatestvére.                                                                                      |
|                                     | I. Jazíd * 645. július 23. † 683. november 11.          | 680 – 683  | يزيد بن معاوية بن أبي سفيان    | I. Muávija fia.                                                                                                 |
| –                                   | II. Muávija * 661. március 28. † 684 januárja/februárja | 683 – 684  | معاوية بن يزيد بن معاوية       | I. Jazíd fia.                                                                                                   |
| M a r v á n i d á k                 |                                                         |            |                                | |
|                                     | I. Marván * 623. március 28. † 685. május 7.            | 684 – 685  | مروان بن الحكم بن أبي العاص    | Oszmán unokatestvére.                                                                                           |
|                                     | Abd al-Malik * 646 † 705. október 8.                    | 685 – 705  | عبد الملك بن مروان بن الحكم    | I. Marván fia.                                                                                                  |
|                                     | I. al-Valíd * 668 † 715. február 23.                    | 705 – 715  | الوليد بن عبد الملك بن مروان   | Abd-al Malik fia.                                                                                               |
|                                     | Szulejmán * 674 körül † 717. szeptember 22.             | 715 – 717  | سليمان بن عبد الملك بن مروان   | I. al-Valíd fivére.                                                                                             |
|                                     | II. Omár * 682. november 2. † 720. január 31.           | 717 – 720  | عمر بن عبد العزيز بن مروان     | I. Marván unokája.                                                                                              |
|                                     | II. Jazíd * 687 † 724. január 26.                       | 720 – 724  | يزيد بن عبد الملك بن مروان     | Szulejmán fivére.                                                                                               |
|                                     | Hisám * 691 † 743. február 6.                           | 724 – 743  | هشام بن عبد الملك بن مروان     | II. Jazíd fivére.                                                                                               |
|                                     | II. al-Valíd * 706 † 744. április 17.                   | 743 – 744  | الوليد بن يزيد بن عبد الملك    | II. Jazíd fia.                                                                                                  |
|                                     | III. Jazíd * 701 † 744. szeptember 25.                  | 744        | يزيد بن الوليد بن عبد الملك    | I. al-Valíd fia.                                                                                                |
|                                     | Ibráhím * ? † 750. január 25.                           | 744        | ابراهيم بن الوليد بن عبد الملك | III. Jazíd fivére. Trónfosztották.                                                                              |
|                                     | II. Marván * 688 † 750. augusztus 6.                    | 744 – 750  | مروان بن محمد بن مروان         | I. Marván unokája. Az abbászida forradalom során megölték, miután 749-ben asz-Szaffáhot kiáltották ki kalifává. |